# Schwarzenbach (Dolní Rakousy)
Schwarzenbach je městys v okrese Vídeňské Nové Město v rakouské spolkové zemi Dolní Rakousy. Historický maďarský název Schwarzenbachu zní Feketevár, což v překladu znamená "Černý hrad".

## Geografie
Schwarzenbach leží v Industrieviertelu (Průmyslové čtvrti) Dolních Rakous. Plocha městyse činí 22,31 km2, přičemž 48,22 % plochy je zalesněno. Část území městyse patří k přírodnímu parku Landseer Berge. Schwarzenbachem protéká stejnojmenný potok Schwarzenbach.
Městys Schwarzenbach tvoří pouze jedno katastrální území a skládá se z následujících obecních částí a setnin (rot):
Obecní části:
- Föhrensiedlung
- Městys
- Náměstí
- Školní niva
- Dolní část

Setniny:
- Eggenbuch
- Essengraben
- Hackbichl
- Hocheckgraben
- Hochegg
- Hölle
- Königsbichl
- Glasgraben
- Oberau
- Raden
- Radschuhleiten
- Schölderl
- Schön
- Schulau
- Trift

## Historie
Ve starověku bylo území součástí římské provincie Panonie.
V oblasti území Schwarzenbach se u zříceniny hradu Schwarzenbach nacházejí zbytky keltského osídlení z prvního a druhého století, jež je od roku 1992 předmětem archeologického výzkumu. Dosavadní výsledky nálezů svědčí o tom, že se jedná o keltské oppidum velkého významu, které bylo politickým i hospodářským centrem.
V roce 1587 bylo Schwarzenbachu propůjčeno právo trhů.
Na schwarzenbašské Zámecké hoře stojí zřícenina hradu Schwarzenbach (maďarsky: Feketevár).
Na schwarzenbašské Burgberg se nachází poutní místo Maria Bründl.

### Náboženství
Podle sčítání lidu v roce 2001 se hlásilo k římskokatolické církvi 1100 osob (96,2%), k evangelické církvi 15 osob (1,3%) a ostatní církve 2 osoby (0,2%). Bez vyznání žije ve Schwarzenbachu 23 osob (2,0%) a 3 osoby (0,3%) jsou v neznámé církvi.
Na území obce jsou pouze římskokatolické církevní objekty:
- Římskokatolický farní kostel svatého Bartoloměje
- Kaple zámecká Schwarzenbach (zřícenina)
- Poutní místo Maria Bründl na Burgbergu
- Vodní kříž
- Kaple Eggenbuch
- Křížová cesta Maria Bründl
- Hubertova kaple na cestě od městysu ke Königsbichl a Schölderl
- Hubertova kaple u tzv. "Zelené louže" mezi Greimkogel a Schwarzkogel
- Socha Jana Nepomuckého
- Obrazy u cest

Nejbližší evangelický farní kostel v Oberpetersdorf a nejbližší synagoga se nachází v Kobersdorfu.

### Vývoj počtu obyvatel
- 1971 1212
- 1981 1226
- 1991 1228
- 2001 1144

## Politika
Starostou městyse je Johann Giefing a vedoucí kanceláře Johann Giefing.
V obecním zastupitelstvu je 19 křesel, která jsou podle získaných mandátů po volbách 14. března 2010 rozdělena takto:
- SPÖ 14
- ÖVP 5

### Partnerské obce
- Schwarzenbach SG, osada obce Jonschwil, kanton St. Gallen, Švýcarsko
- Schwarzenbach an der Saale, město v okrese Hof (Bavorsko, Německo)

## Kultura a pamětihodnosti

### Divadlo
- Divadelní výstava SC Schwarzenbach

### Muzea
- Skanzen – keltské "Horní sídliště hrad ve Schwarzenbachu" na Burgbergu
- Muzeum bouře
- Prehistorická turistická stezka
- Výstavy na radnici

### Hudba
- Skupina lidových tanců

### Budovy
- Zřícenina hradu Schwarzenbach (maďarsky: Feketevár) na Schlossberg
- Římskokatolický farní kostel svatého Bartoloměje
- Poutní místo Maria Bründl na Burgbergu
- Vodní kříž
- Eggenbuch, kaple
- Mateřská škola
- Hřbitov se smuteční síní
- Muzeum bouře
- Pessenlehnerův mlýn
- Radnice
- Hasičská zbrojnice
- Národní škola
- Domov mládeže
- Televizní vysílače
- Nadzemní vodojemy
- Křížová cesta k Maria Bründl
- Socha svatého Jana Nepomuckého
- Obrazy u cest

### Parky
- Park u Ortseingangu
- Karla-Webera-Park
- Památník obětí první a druhé světové války
- Dětská hřiště

### Přírodní památky
- Lesní naučná stezka
- Ptačí naučná stezka
- Obří strom

### Sport
- Sportovní hřiště SCS
- Tréninkové hřiště
- Mountainbike dráha
- Turistické stezky
- Jezdecká cesta
- Cyklistická cesta po hradech

### Pravidelné výstavy
- Keltský svátek
- Masopustní průvod
- Kulturní dny
- Hasičský míč
- Sportovní hry
- Květinový den
- Míčové hry mládeže

### Kulinářské speciality
- Zvěřinový týden v hostincích

## Hospodářství a infrastruktura
Nezemědělských pracovišť bylo v roce 2001 33 a zemědělských a lesnických pracovišť bylo v roce 1999 104. Počet výdělečně činných obyvatel v místě bydliště činil v roce 2001 463, tj. 41,34 %. Městys Schwarzenbach patří mezi obytné a zemědělské obce. To znamená, že podíl výdělečně činných k půdě a lesnictví se zmenšuje, z čehož vyplývá, že počet dojíždějících do zaměstnání se stále zvyšuje. V městysi je jen málo pracovišť. Budoucnost má být v cizineckém ruchu jako zdroji výdělku.